# ひるこた!〜昼もこたえてちょーだい!〜
『ひるこた!〜昼もこたえてちょーだい!〜』（ひるこた!〜ひるもこたえてちょーだい!〜）は、2006年4月7日から2007年3月30日まで、毎週金曜日にフジテレビで生放送された情報バラエティ番組。

## 概要
内容は再現ドラマやテレショップなど、おおまかな流れとしては『こたえてちょーだい!』と同じ。
同時ネット局は下記6局以外にも『こたちょ!』を編成の都合上1日だけネットしていない局がネットしていることが多い。
｢F2スマイル｣に引き続き、ニュースコーナーとして『レインボー発』を内包した。

## 放送時間
毎週金曜14:05 - 15:00（JST）

## 出演者

### 司会
- 川合俊一
- 戸部洋子（フジテレビアナウンサー）
それぞれ、2007年4月2日『こたちょ!』と『ひるこた!』を統合した『わかってちょーだい!』の司会も務めている。

### リポーター
- 山本麻祐子（フジテレビアナウンサー）

### ナレーション
- 桜庭亮平（フジテレビアナウンサー）
  - ｢わかってちょーだい!｣では進行役として出演した。

### レインボー発（ニュース）
- 松尾紀子（フジテレビアナウンス室専任部長）

### ショッピングキャスター
- セリー

## 同時ネット放送局
| 放送対象地域 | 放送局                                     | 系列           | 放送曜日・放送時間 | 備考       |
| ------------ | ------------------------------------------ | -------------- | ------------------ | ---------- |
| 関東広域圏   | フジテレビ（CX） 『ひるこた！』制作局      | フジテレビ系列 | 金曜 14:05 - 15:00 | 同時ネット |
| 北海道       | 北海道文化放送（uhb）                      | フジテレビ系列 | 金曜 14:05 - 15:00 | 同時ネット |
| 福島県       | 福島テレビ（FTV）                          | フジテレビ系列 | 金曜 14:05 - 15:00 | 同時ネット |
| 静岡県       | テレビ静岡（SUT）                          | フジテレビ系列 | 金曜 14:05 - 15:00 | 同時ネット |
| 高知県       | 高知さんさんテレビ（KSS）                  | フジテレビ系列 | 金曜 14:05 - 15:00 | 同時ネット |
| 岡山県香川県 | 岡山放送（OHK）【2006年10月6日よりネット】 | フジテレビ系列 | 金曜 14:05 - 15:00 | 同時ネット |
| 長崎県       | テレビ長崎（KTN）                          | フジテレビ系列 | 金曜 14:05 - 15:00 | 同時ネット |

- 上記7局以外の系列局でも不定期に同時ネットまたは遅れネットで放送する事もあった。

## 視聴率
- 2006年10月現在、2.4% - 4%の間を推移していた。
- 番組史上最高視聴率は4.5%（2006年4月7日放送分）。
※いずれも関東地区、ビデオリサーチ調べ。